# SV Lützenhardt
Der Sportverein Lützenhardt war ein Sportverein aus Lützenhardt einem Ortsteil der Gemeinde Waldachtal im baden-württembergischen Landkreis Freudenstadt.

## Geschichte
Die erste Fußball-Mannschaft stieg zur Saison 1949/50 in die Landesliga Südwürttemberg auf, welche damals die höchste Amateur-Spielklasse darstellte. Am Ende der Saison landete der Verein mit 13:31 Punkten nach 22 Spielen auf dem elften Platz. Nach dieser Spielzeit wurde der die Liga aufgelöst und der Verein dann in die 2. Amateurliga eingruppiert.